# Marc Martel
Marc Martel (ur. 16 listopada 1976) – kanadyjski muzyk, grający chrześcijański rock.
Martel urodził się w Montrealu, w Kanadzie. Jego rodzice zaszczepili w nim miłość do muzyki już w dzieciństwie. Podczas nauki w Briercrest College and Seminary w prowincji Saskatchewan razem ze swoim współlokatorem Jasonem Germain i bliskimi przyjaciółmi założył w 1999 roku grupę Downhere.

## Downhere (1999–2011)
Downhere wypracowali swój styl je brzmienie, podróżując w imieniu uczelni. Po czterech latach studiów, muzycy zostawili swoje kanadyjskie korzenie w tyle i przenieśli się do Nashville, w stanie Tennessee, gdzie podpisali umowę z wytwórnią Word Records. Od tego czasu Downhere zdobyło liczne Nagrody Juno i Dove Award. Wydali 10 albumów, w tym On the Altar of Love.

## Kariera solowa (2011–)
We wrześniu 2011 roku, Martel wziął udział w konkursie zorganizowanym przez Rogera Taylora, perkusistę zespołu Queen. Konkurs ten miał na celu wybranie członków oficjalnego zespołu [tribute band] o nazwie the Queen Extravaganza. Martel opublikował wideo przedstawiające jego wykonanie piosenki „Somebody to Love”. W ciągu kilku dni wideo to miało ponad milion wyświetleń w serwisie YouTube; według danych z lipca 2018 r. – ponad 14 milionów wyświetleń. Martel jest jednym ze zwycięzców konkursu, w wyniku którego przez sześć tygodni występował z The Queen Extravaganza w 2012 roku. The Queen Extravaganza kontynuowało swoje występy w 2013 roku, zarówno w Ameryce Północnej jak i w Europie. W latach 2014, 2015 i 2016 miały miejsce kolejne trasy w Europie.
1 lutego 2013 roku Marc wydał EP, Preludium, na którym znalazły się utwory "Up in the Air" i "8th Wonder". EP został nagrany w Nashville i w Los Angeles z producentem Johnem Fields. Debiutancki album Marca ukazał się 30 września 2014 roku i nosi tytuł Impersonator.
18 listopada 2016 roku ukazał się EP The Silent Night, na którym znalazły się utwory o tematyce świątecznej.
23 marca 2018 roku Marc wydał EP My Way, Vol. 1, na którym można usłyszeć covery utworów "Take on Me", "Don't Stop Me Now", "Unchained Melody", "My Way", "Take It With Me" oraz "God Only Knows".
Marc mieszka w Nashville, w stanie Tennessee razem ze swoją żoną Crystal.